# Patrik Flodin
Patrik Flodin (Ilsbo, 1984. augusztus 16. –) svéd raliversenyző, a 2006-os svéd ralibajnokság győztese.

## Pályafutása
2005-ben, hazája versenyén debütált a rali-világbajnokság mezőnyében. 2007-ben benevezett a világbajnokság N csoportos autók számára kiírt sorozatába. A szezon alatt egy futamot fejezett be pontot érő helyen, további egyszer zárt pont nélkül és négyszer nem ért célba. 2008-ban a sorozat három versenyén állt rajthoz. A brit futamon győzni tudott, és a tizedik helyen zárta kategóriája év végi összetett értékelését. A 2009-es szezonban többször végzett pontszerző helyen és a hetedik pozíciót szerezte meg az év végén.

## Külső hivatkozások
- Patrik Flodin hivatalos honlapja
- Profilja az ewrc.cz honlapon
- Profilja a wrc.com honlapon